# Bieżuń
Bieżuń je město v Polsku v Mazovském vojvodství v okrese Żuromin, sídlo stejnojmenné městsko-vesnické gminy. Leží na řece Wkře, přibližně 85 kilometrů východně od Toruně. V roce 2024 zde žilo 1 703 obyvatel.

## Historie
Ve 14. století byl Bieżuń lokálním centrem intenzivní kolonizace. Město bylo založeno kastelánem z Płocku, Jędrzejem z Golczewa roku 1406, kdy je o něm zároveň zaznamenána první písemná zmínka o získání městských práv. V 18. století byl majetkem rodu Zámojských, kteří zajistili jeho rozkvět a hospodářské oživení. V pozdějších obdobích město několikrát změnilo vlastníky, stalo se dějištěm trhů a místním obchodním střediskem, v první polovině 19. století se zde rozvinulo zejména soukenictví. Během lednového povstání probíhaly v okolí města ozbrojené střety, v rámci následných represí byla Bieżuni odňata městská práva a byla tak degradováno na obec.
Po třetím dělení Polska připadl Bieżuń pod pruskou nadvládu. Během války čtvrté koalice se zde v prosinci 1806 odehrála menší bitva mezi napoleonskými a pruskými jednotkami, známá jako bitva u Bieżuně, která skončila francouzským vítězstvím. V letech 1807–1815 bylo město součástí Varšavského vévodství, poté až do roku 1918 podléhalo ruské správě, až do získání polské nezávislosti.
Během polsko-sovětské války obsadila Sovětská armáda město dne 22. srpna 1920, avšak pouze na krátkou dobu. Po společné německo-sovětské invazi do Polska v září 1939, která znamenala začátek druhé světové války, bylo město okupováno Německem, a to až do roku 1945. Během této okupace v roce 1942 nacisté z města vysídlili přibližně 100 Poláků. Tito vyhnanci byli nejprve drženi v táboře v Działdowu a poté deportováni do Krakovského distriktu Generálního gouvernementu na německem okupovaném jihu Polska. Jejich domy byly v rámci politiky Lebensraum přiděleny německým kolonistům.
Po roce 1945 se město stalo zemědělským střediskem, vynikajícím v chovu drůbeže a zahradnictví, s drobným potravinářským průmyslem a řemeslnou výrobou. Během Polské lidové republiky zde vzniklo gymnázium a byl postaven kulturní dům. V době existence starých polských sídelních jednotek, tzv. gromad bylo také sídlem stejnojmenné gromady. Městská práva byla Bieżuni navrácena na základě nařízení Rady ministrů ze dne 13. prosince 1993, nařízení nabylo účinnosti 1. ledna 1994.
Město je sídlem římskokatolické farnosti sv. Stanislava, biskupa a mučedníka. V letech 1975–1998 administrativně náleželo do Ciechanówského vojvodství.

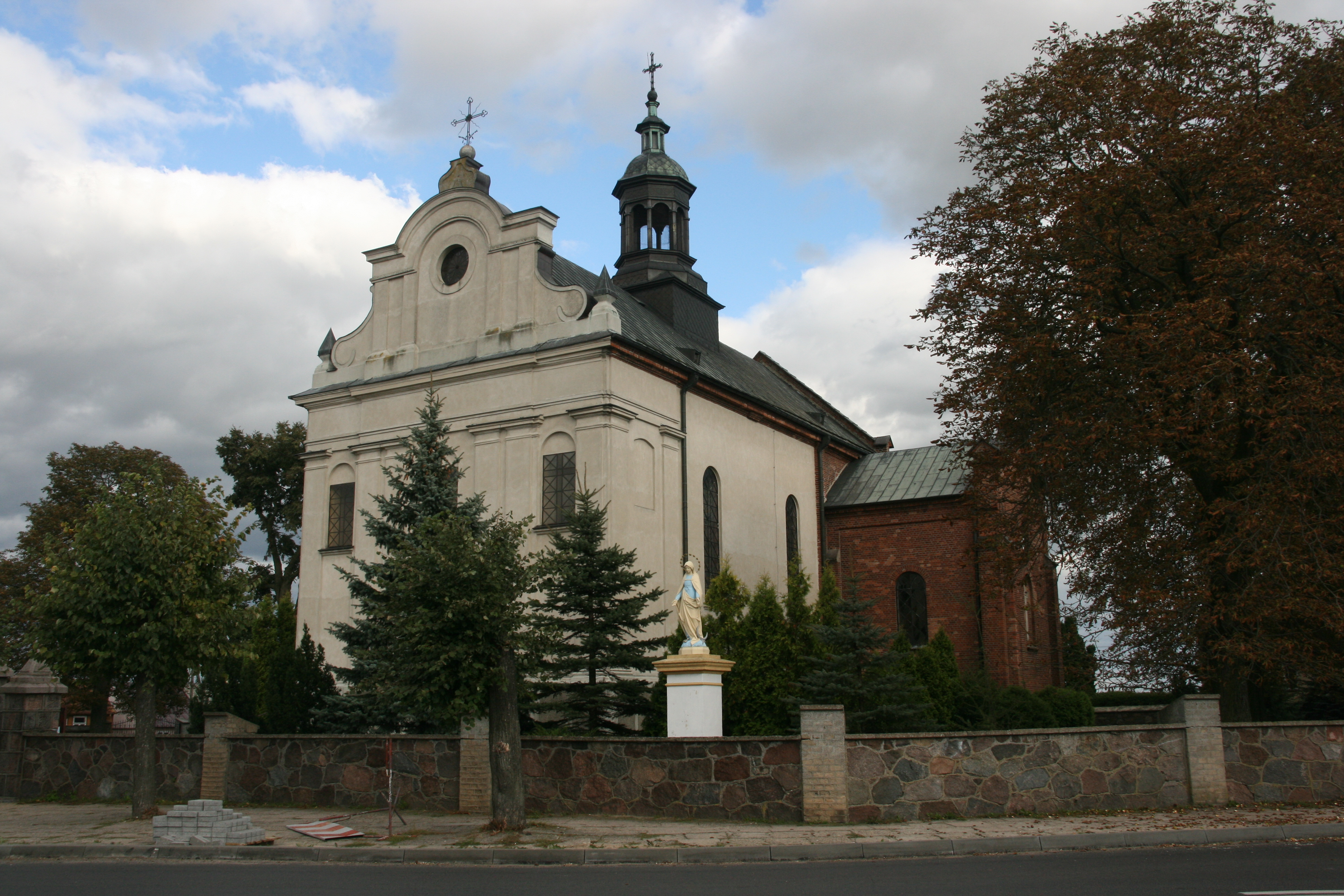
Barokní farní kostel Nejsvětější Trojice

## Doprava
Bieżuń je dopravně napojen na okolní města prostřednictvím sítě regionálních silnic. Městem prochází vojvodské silnice č. 541 spojující Żuromin a Sierpc, č. 560 směrem na Raciąż a silnice č. 561 vedoucí ke státní silnici č. 10 v okolí Płońsku. Ve městě funguje omezená autobusová doprava zajišťující spojení s okolními obcemi a městy. Tři autobusové linky zajišťují dopravní spojení zejména do Żurominu, Sierpcu a Raciąże. 
Město nemá železniční stanici. Nejbližší železniční spojení je dostupné ve městě Sierpc, odkud veyjíždějí spoje do větších regionálních center včetně Varšavy.

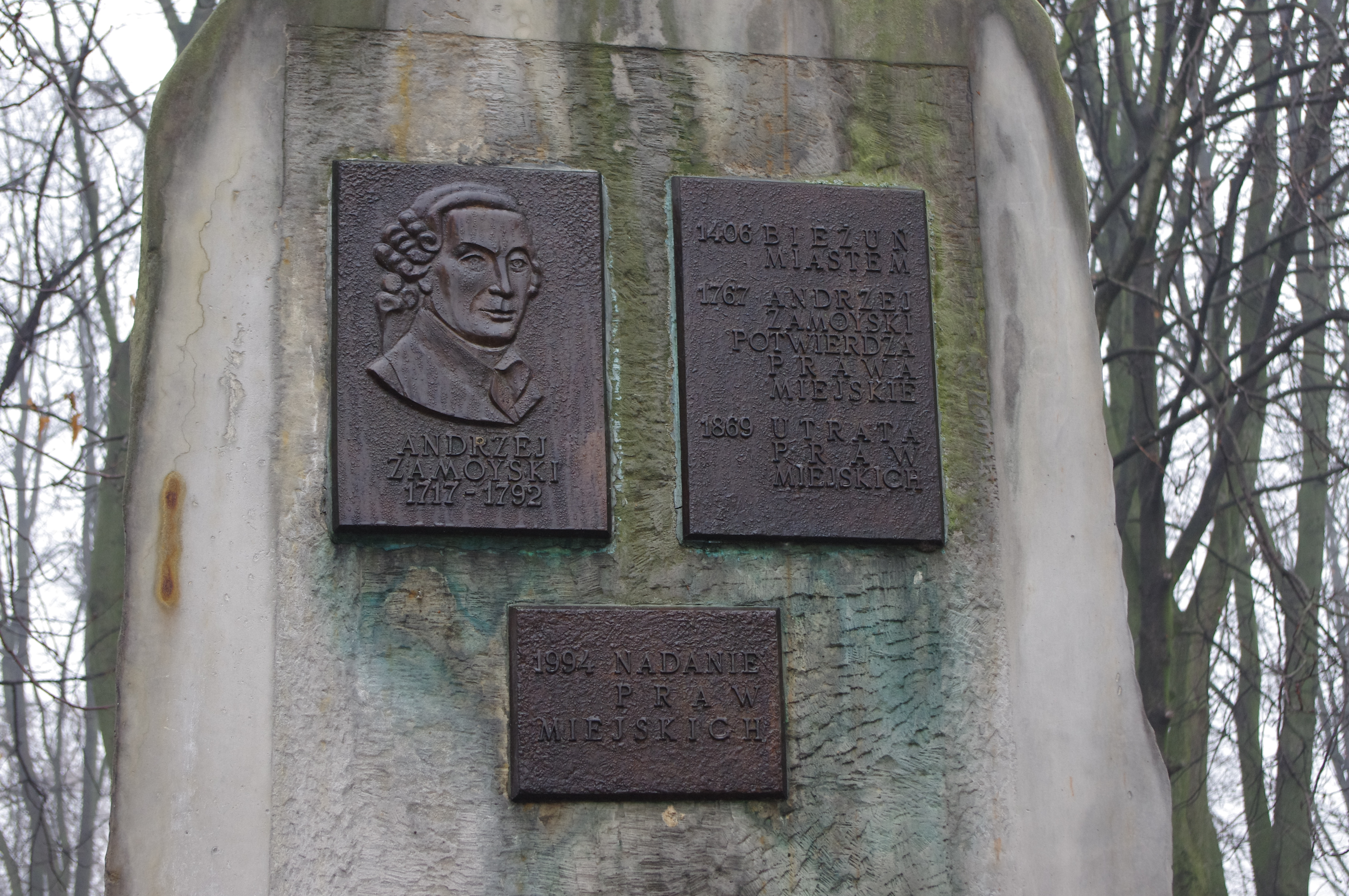
Pomník Andrzeje Zamojského připomínající udělení městských práv v roce 1406, jejich potvrzení v roce 1767, zrušení v roce 1869 a obnovení v roce 1994, umístěný na náměstí.

## Památky
- Barokní kostel Nejsvětější Trojice
- Palác Zámojských z druhé poloviny 18. století, přestavěný, barokně-klasicistní, zřícenina hospodářské budovy z 18. století
- Krajinářský park se zbytky opevnění ze 16. století
- Synagoga
- Muzeum malého města na tržišti
- Zbytky domu básníka Stefana Gołębiowského

## Sport
Ve městě působí fotbalový tým Wkra Bieżuń, který soutěží v nižších okresních ligách.

## Osobnosti
- Izaak Cylkow (1841–1908) – první rabín velké synagogy ve Varšavě
- Jerzy Bończak (* 1949) – herec a divadelní režisér
- Piotr Małachowski (* 1983) – stříbrný olympijský medailista v hodu diskem